# Marinus Ruppertgebouw

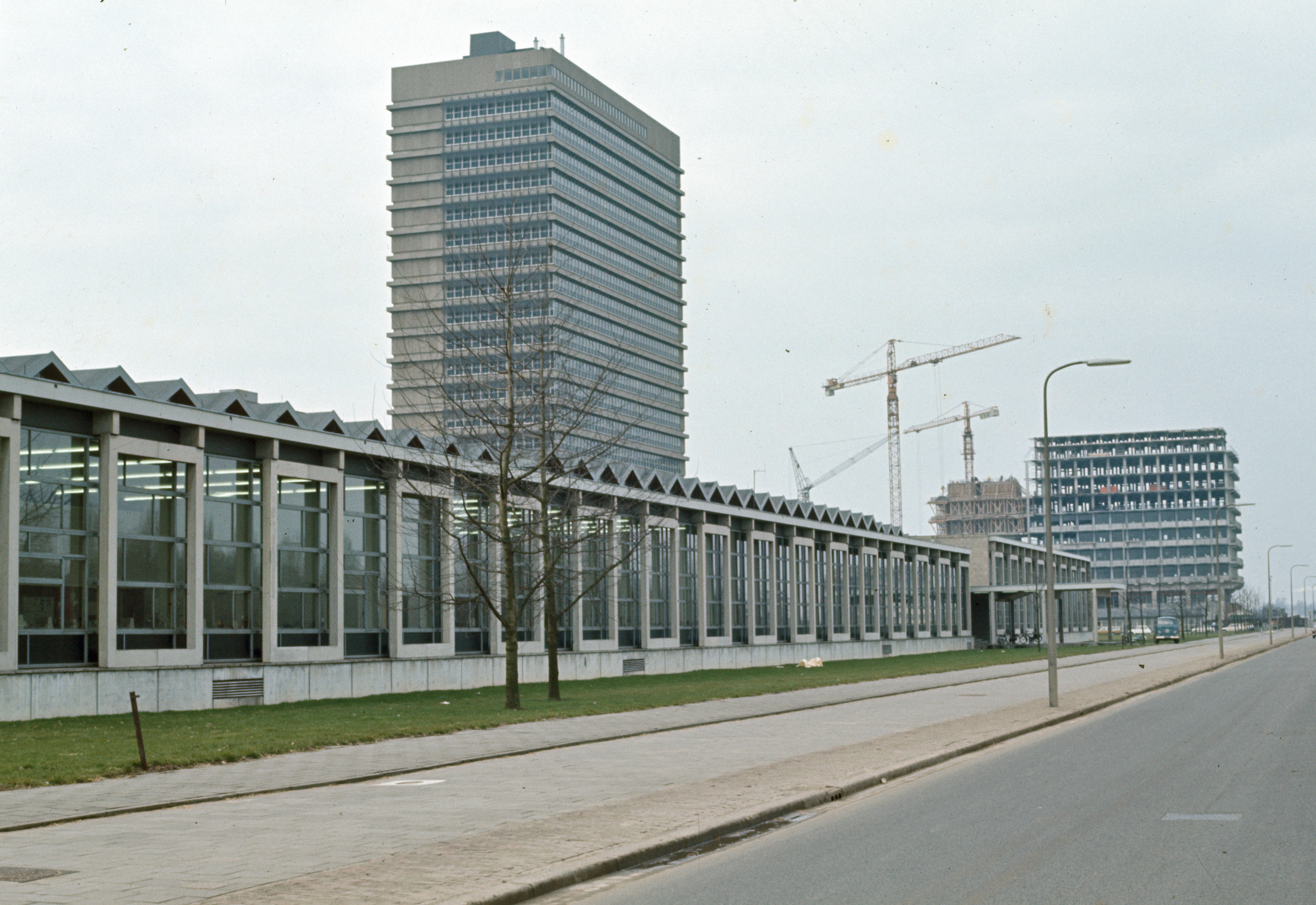
Het Marinus Ruppertgebouw eind jaren zestig.

Het Marinus Ruppertgebouw (vroeger Transitorium I of Trans I) is een gebouw van de Universiteit Utrecht, gelegen op het Utrecht Science Park (voorheen: De Uithof). Het is het oudste gebouw van de universiteit op die plek.

## Geschiedenis en bouw
In de jaren zestig werd begonnen met het verplaatsen van delen van de Universiteit Utrecht naar de toen nog lege Johannapolder op de grens van de gemeentes Utrecht, Bunnik, Zeist en De Bilt. Later zou dit gebied De Uithof gaan heten. Deze verhuizing was noodzakelijk aangezien in de jaren vijftig het aantal studenten van de universiteit hard begon te groeien, en er ruimtegebrek was in de oude panden in het centrum van Utrecht.
Het stedenbouwkundig plan voor De Uithof zou eerst worden ontwikkeld door het bureau Dingemans & Wouda, maar werd later uitbesteed aan Haskoning. Sjoerd Wouda, een van de twee partners van Dingemans & Wouda, zou echter wel enkele gebouwen ontwerpen op de nieuwe campus. Het eerste daarvan was het gebouw Transitorium I of Trans I. Het latere naastgelegen Van Unnikgebouw heette vroeger Transitorium II of Trans II.
Het gebouw was bedoeld als huisvesting voor de bètafaculteiten van de universiteit die in de binnenstad het grootste ruimtegebrek hadden: wis, natuur- en sterrenkunde. In 1961 werd de eerste paal geslagen, de opening vond plaats op 12 maart 1964 door minister Theo Bot. De eerste colleges waren echter al op 13 januari 1964 gegeven. In 1965 bezocht Koningin Juliana het gebouw. Joop Hekman maakte een drietal betonnen reliëfs in de muren in het kader van de 1%-regeling voor kunst in openbare gebouwen.
Oorspronkelijk was de bedoeling dat het pand na 15 jaar afgebroken zou worden, het staat er echter nog steeds. Inmiddels is het gebouw een gemeentelijk monument (nummer 3441660).

## Beschrijving

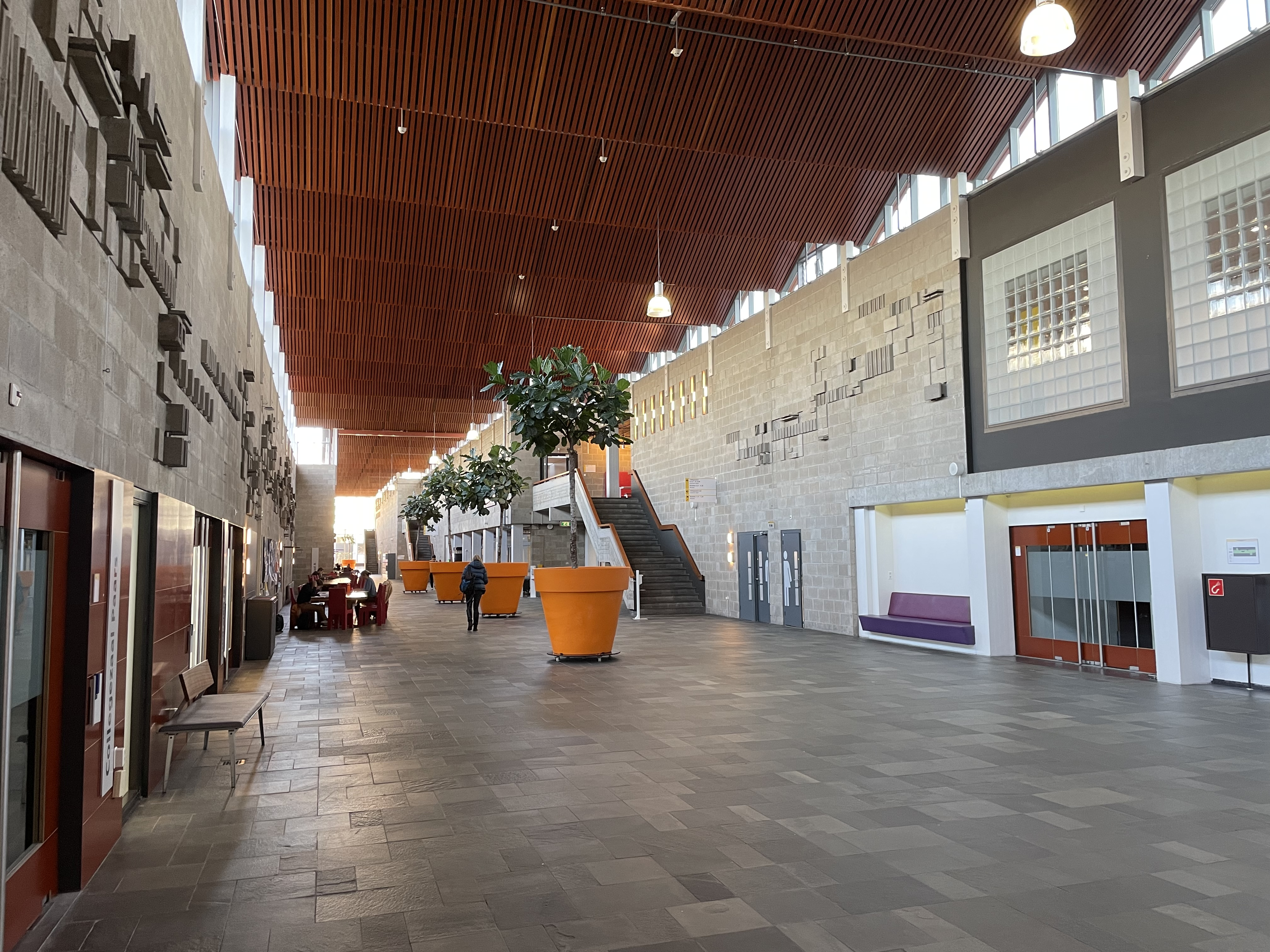
Interieur van het gebouw, met zowel links als rechts de betonnen reliefs van Joop Hekman

Het Ruppertgebouw is ontworpen als een overdekte binnenstraat en heeft daarom wat aparte afmetingen: 180 meter lang bij 30 meter breed, en slechts 10 meter hoog. De binnenstraat is maximaal 10 meter breed en verspringt een aantal malen en biedt toegang tot de drie collegezalen en andere ruimtes.

### Sterrentoren

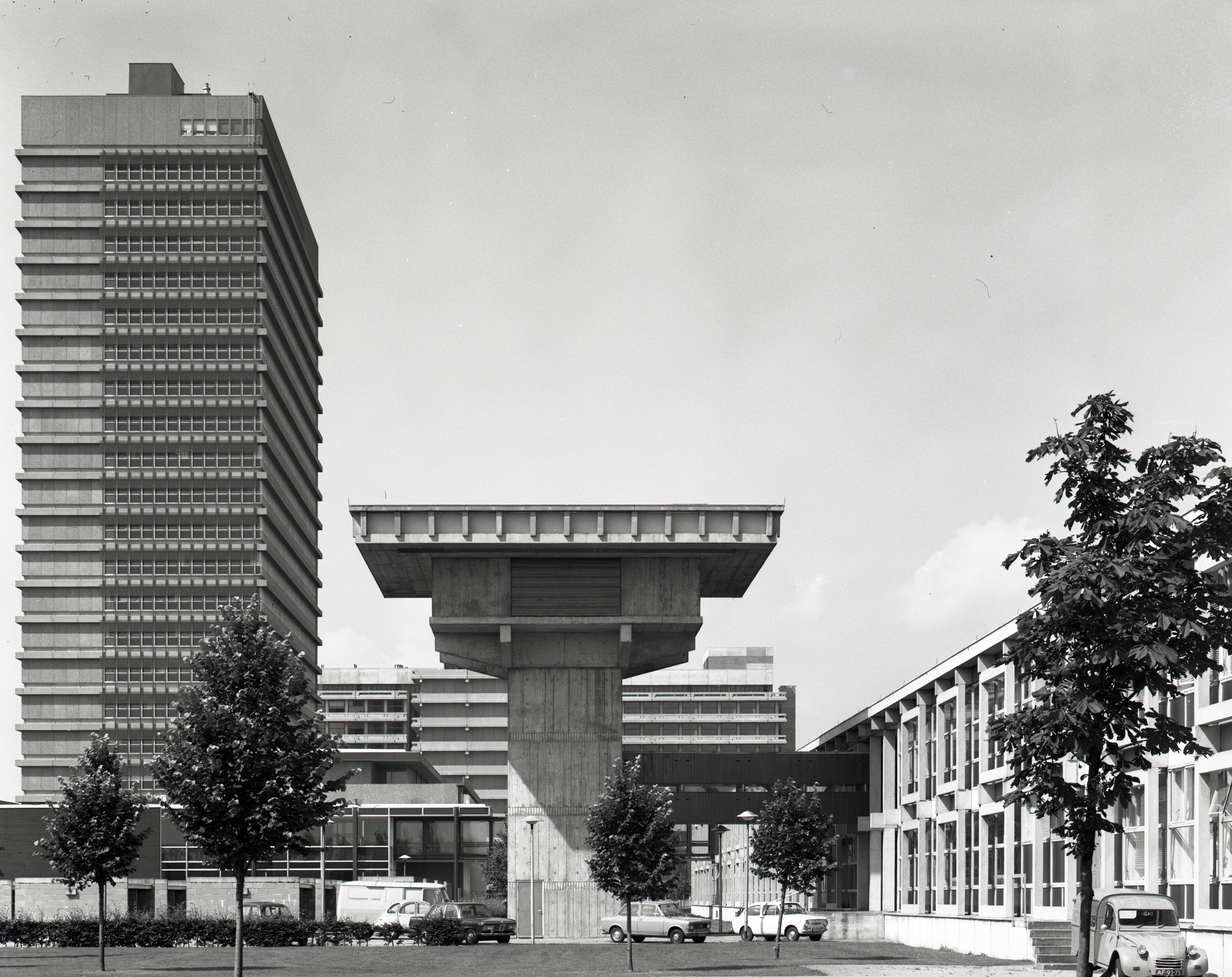
Ruppertgebouw met de markante Sterrentoren. Links staat het Willem C. van Unnikgebouw.

Een in het oog springend onderdeel van het Ruppertgebouw is de zogenaamde sterrentoren, die is verbonden met het hoofdgebouw door middel van een luchtbrug. Dit, op de niet meer bestaande Smeetoren geïnspireerde, gebouwtje in de stijl van het Brutalisme was bedoeld voor studenten sterrenkunde. Op het platte waarnemingsplatform zouden zij de hemel kunnen bestuderen. Door de snelle bouw van andere hoge gebouwen rondom de toren (zoals de 75 meter hoge Van Unniktoren) was dit echter al snel onmogelijk, en veel waarnemingen zijn er dan ook niet gedaan. In de loop der jaren is het alleen open geweest bij speciale gelegenheden en rondleidingen.

## Huidig gebruik
In 1998 vertrok de faculteit Natuurkunde en Sterrenkunde naar het nieuwe Minnaertgebouw. Daarop werd Transitorium I gerenoveerd en in 2001 vernoemd naar Marinus Ruppert, de voormalige vicepresident van de Raad van State. In 2007 moest het gebouw weer worden gerenoveerd nadat een kraan bij de bouw van het naastgelegen Casa Confetti op het gebouw viel.
Het gebouw wordt nog steeds gebruikt als algemene onderwijslocatie, en maken de faculteiten geowetenschappen en betawetenschappen er gebruik van.